# Hryhorij Kosynka
Hryhorij Kosynka, ukr. Григоpій Косинка, właśc. Hryhorij Mychajłowycz Striłeć (Григо́рій Миха́йлович Стрілець) (ur. 17 listopada?/29 listopada 1899 we wsi Szczerbaniwka (gubernia kijowska), zm. 15 grudnia 1934 w Kijowie) – ukraiński pisarz i tłumacz. Jeden z przedstawicieli rozstrzelanego odrodzenia.

## Życiorys
Urodził się w rodzinie zubożałych czumaków. W 1908 rodzina z powodów ekonomicznych wyemigrowała na obszar Zielonego Klina na Dalekim Wschodzie. Po krótkim pobycie nad rzeką Amur powrócili jednak na tereny ojczyste, gdzie wszyscy – łącznie z małym Hryckiem – pracowali na utrzymanie.
Czytania nauczył przyszłego pisarza dziadek, Roman Onyszczenko, on również zapoznał chłopca z Kobziarzem Tarasa Szewczenki. Kosynka w tym czasie dokształcał się samodzielnie, czytając głównie rosyjskojęzyczne książki. Pierwszą ukraińską książką, którą przeczytał była, jak sam potem wspominał, Konotops’ka wid’ma (Конотопська відьма) Hryhorija Kwitki-Osnowjanenki.
Po ukończeniu szkoły powszechnej w Krasnem w 1913 Kosynka pracował jako pisarz, potem wyjechał do Kijowa do pracy. Początkowo wykonywał proste prace, szybko jednak został kurierem-rejestratorem w urzędzie ziemskim, dzięki czemu udało mu się również ukończyć wieczorowo gimnazjum i zdać egzaminy końcowe.
Niewiele wiadomo o życiu Kosynki w latach 1917–1921. Jak sam pisał w notce Autor o sobie (1930) – brał aktywny udział w walkach. Z prywatnych listów, jakie pisał do żony, Tamary Moroz-Striłeć wynika, że prawdopodobnie walczył po stronie ukraińskich powstańców, w oddziale Danyła Terpiły (atamana Zełenego). Został również na jakiś czas osadzony w więzieniu.
W 1919 pojawiają się jego pierwsze publikacje.
W 1920 przebywał w Kamieńcu Podolskim, który był w tym czasie siedzibą władz Ukraińskiej Republiki Ludowej. Prawdopodobnie rozważał emigrację, ale z czasem powrócił do sowieckiego już Kijowa, gdzie został studentem Uniwersytetu Kijowskiego.
W latach 1920–1922 studiował, jednak ze względów finansowych musiał porzucić edukację. Do tego czasu zdążył już jednak stać się jedną z czołowych postaci kijowskiego świata literackiego. W 1920 dołączył również do artystyczno-literackiej grupy Hrono, w której skład wchodzili także Mykoła Tereszczenko, Dmytro Zahuł, Geo Szkurupij, Pawło Fyłypowycz, plastycy Anatolij Petrycki, Mykoła Buraczek, Heorhij Narbut i inni. Członkowie stowarzyszenia uznawali wszystkie prądy występujące w sztuce, ale największym zainteresowaniem darzyli impresjonizm i futuryzm. W czasopiśmie „Hrono” z 1920 opublikowali 3 nowele Kosynki – Ment, Za zemel’ku, Pid bramoju soboru.
Od 14 do 30 października 1921 Kosynka, który popierał ideę niezależności Cerkwi na Ukrainie, brał udział w Pierwszym Ogólnoukraińskim Soborze Cerkiewnym.
Już po rozpadzie Hrona, w 1922 wydano pierwszy zbiorek utworów Kosynki Na zołotych bohiw, który, choć zdania na jego temat były podzielone, od razu przyniósł autorowi sławę.
4 maja 1919 po raz pierwszy publikuje, na łamach gazety „Borotba”, pod pseudonimem Kosynka. Nazwa nawiązywała do określenia gatunku polnych kwiatów.
W tym czasie autor publikował w czasopismach: „Nowa Hromada”, „Czerwonyj Szljach”, „Żyttja i rewoljucija”, ale również dorabiał jako redaktor w różnych wydawnictwach. Był też sekretarzem ogólnoukraińskiego przedsiębiorstwa foto-kinematograficznego (Всеукраїнськe фотокіноуправління), scenarzystą w kijowskim studio kinematograficznym, pracował również w Państwowym Wydawnictwie Ukrainy, w radiu. Był dyrektorem radiokomitetów, charkowskiego i kijowskiego, należał do związku literackiego ASPYS (АСПИС). Korespondował z Wołodymyrem Wynnyczenką i Wasylem Stefanykiem.
W 1923 w czasopiśmie „Nowa Ukraina (Berlin-Praga)” opublikowana została, wraz z utworami Teodozija Ośmaczki i Wałerjana Pidmohylnego, opowiadanie Anarchisty oraz cykl nowel Powstanci. Utwory opisywały trudną, porewolucyjną sytuację na ukraińskiej wsi; były również protestem przeciw agresywnej polityce bolszewików. Autorom władze sowieckie zarzuciły o współpracę z „emigracją antysowiecką” (Wołodymyrem Wynnyczenką, który wspierał publikację).
W 1924 poznał i wkrótce potem ożenił się z Tamarą Moroz, studentką Kijowskiego Instytutu Kinematografii. Małżeństwo mieszkało na terenie Soboru Sofijskiego i ich dom z czasem stał się miejscem spotkań kijowskich literatów (m.in. Wałerjan Pidmohylny, Mychajło Iwczenko, Borys Antonenko-Dawydowycz, Jewhen Płużnyk, Marija Hałycz, Teodozij Ośmaczka – z którym Kosynka bardzo się zaprzyjaźnił, przez co żartobliwie nazywano ich Kośmaczką), którzy stworzyli stowarzyszenie Łanka (od 1926 Majsternia rewoljucijnoho słowa).
W tym właśnie czasie opublikowano nowe tomiki autora: W żytach (1926), Polityka (1927), Wybrani opowidannia (1928, 1929).
Jesienią 1929 sekretarz generalny Komunistycznej Partii (bolszewików) Ukrainy Stanisław Kosior, nazwał Kosynkę „burżuazyjnym nacjonalistą”, co spowodowało w krótkim czasie, już na początku lat 30. zablokowanie przez cenzurę rozpowszechniania wydanego wcześniej zbioru Serce. W 1932 nastąpiła likwidacja organizacji literackich, a sam pisarz zostaje zmuszony do zajęcia się przekładami (m.in. Martwe dusze Gogola), tworzeniem scenariuszy do filmów, które i tak nie pojawiły się na ekranach.
W czerwcu 1934, na konferencji pisarzy, gdzie dyskutowano nad „sukcesami kolektywizacji”, podczas gdy na Ukrainie trwał pochłaniający miliony ofiar wielki głód, Kosynka wygłosił odważne zdanie: „Stajemy się nie inżynierami, a milicją ludzkich dusz”, co było aluzją do definicji pisarzy według Stalina. Obecni komuniści odpowiedzieli gwizdami i oburzeniem, co zapowiadało rychłe kłopoty pisarza.

### Aresztowanie i śmierć
4 listopada Kosynkę aresztowało NKWD. Pod sfingowanym zarzutem przynależności do organizacji terrorystycznej, która miała szykować zamachy na członków partii komunistycznej, został skazany, wraz z pisarzami Antonem i Iwanem Kruszelnickimi, Kostem Burewijem, Ołeksą Włyżką, Dmytrem Falkiwskim na śmierć przez rozstrzelanie. Wyrok wykonano 15 grudnia 1934.
O śmierci Kosynki oficjalnie powiadomiono w gazetach 18 grudnia. Pod koniec miesiąca w mieszkaniu Maksyma Rylskiego doszło do spotkania pisarzy, którzy pragnęli oddać hołd zamordowanemu.

### Rehabilitacja
Hryhorija Kosynkę-Strilcja rehabilitowano pośmiertnie 19 października 1957. W 1979 we wsi Szczerbaniwka, miejscu narodzin pisarza, postawiono pomnik upamiętniający go. Inny pomnik znajduje się również we wsi Krasne, gdzie chodził do szkoły.
Przez długi czas nieznane było dokładne miejsce pochówku, na wskazanym przez żonę Strilcia miejscu na cmentarzu Łukianowskim w 1994 roku postawiono krzyż.
Od 2001 istnieje Nagroda Literacka im. Hryhorija Kosynki, przyznawana przez władze okręgu kijowskiego dla twórców mieszkających w jego obrębie.

## Twórczość
Pierwsze utwory Kosynki były wierszami, później tworzył też krótkie opowiadania, pamflety, artykuły, które drukowano w pismach Borot’ba, Bil’szowyk.
W swoich wczesnych pracach podejmował tematy aktualne w życiu kraju, nie brak też w nich socjalistycznego idealizmu.
Za życia pisarza opublikowano prawie 20 zbiorków nowel i opowiadań. Poza pierwszą z nich – Na zołotych bohiw, najbardziej wartościowe artystycznie są: W żytach, Polityka, Wybrani opowiadannia, Serce. Niestety, część utworów zaginęła, tak jak ostatnie, napisane tuż przed aresztowaniem, dzieło Perewesło.
Utwory Kosynki przetłumaczono na języki: rosyjski, białoruski, niemiecki, włoski, polski, bułgarski, węgierski i inne.

### Lista utworów
- Na buriaky (На буряки. Згадка з дитячих літ), 1919
- Ment (Мент), 1920
- Za zemelku (За земельку), 1920
- Pered switom (Перед світом), 1920
- Na zołotych bohiw (На золотих богів), 1920
- Trojekutnyj bij (Троєкутний бій), 1921
- Zakwitczanyj son (Заквітчаний сон), 1923
- Soroczka (Сорочка), 1923
- Fawst (Фавст), 1923
- Hołowa Chodi (Голова Ході), 1923
- Postrił (Постріл), 1924
- Anketa (Анкета), 1924
- W żytach (В житах), 1925
- Maty (Мати), 1925
- Za worit’my (За ворітьми), 1925
- Polityka (Політика), 1926
- Cyrkul (Циркуль), 1926
- Serce (Серце), 1931
- Harmonija (Гармонія), 1933
- Zmowyny (Змовини),1933